# Berufsbildende Schule
Die Bezeichnung berufsbildende Schule (auch berufliche Schule) steht als Sammelbegriff für eine Vielzahl verschiedener Schulformen. Oft werden damit vor allem Berufsschulen und Berufsfachschulen bezeichnet, die heute nur noch einen – wenn auch großen – Teil der berufsbildenden Schulen darstellen.
Die Verwendung der Bezeichnung im Singular und Plural ist bei staatlichen Schulen oft uneinheitlich. So werden in vielen Bundesländern vom Schulträger (in der Regel Landkreise und Kreisfreie Städte) die organisatorisch zusammengefassten Schulformen (wie z. B. Berufsschule, Berufsoberschule, Berufsfachschule, Berufsaufbauschule, Fachoberschule, Berufliches Gymnasium) als eine berufsbildende Schule (Singular) bezeichnet, da der Gebäudekomplex und das kommunale Personal als funktionale Einheit verwaltet werden. Von der Schul- bzw. Kultusverwaltung und in der Eigenbezeichnung wird diese Organisationseinheit dagegen im Plural als berufsbildende Schulen bezeichnet und damit die Vielfalt der rechtlich unabhängigen Schulformen zum Ausdruck gebracht. Die übliche Abkürzung ist „BBS“, seltener auch „BbS“.

## Deutschland

### Schulformen
Je nach Bundesland werden die einzelnen Schulformen der beruflichen Schulen unterschiedlich benannt. Es gibt Ausbildungsgänge für Jugendliche ohne Schulabschluss mit berufsvorbereitendem Charakter (Berufsvorbereitungsjahr). Besitzt der Jugendliche einen Hauptschulabschluss, kann er das Berufsgrundbildungsjahr besuchen, das, je nach Bundesland, auf eine reguläre Ausbildung angerechnet werden kann und zu einem mittleren Schulabschluss führt.
Besitzt der Jugendliche den Mittleren Schulabschluss, kann er die Berufsfachschule besuchen, die zu einem staatlichen beziehungsweise staatlich anerkannten, schulischen Abschluss führt. Anschließend kann er die Höhere Berufsfachschule oder die Fachoberschule besuchen. Durch Besuch der Fachoberschule oder des beruflichen Gymnasiums kann die allgemeine Hochschulreife erlangt werden.
Vollzeitschulen zum Erwerb allgemeiner Bildungsabschlüsse sind in Bayern die Beruflichen Oberschulen in Bayern (Berufsoberschule und Fachoberschule), Berufskolleg oder Berufsfachschule, die zur Fachhochschulreife oder teilweise auch zum Abitur führen.
Im Land Bayern gibt es insgesamt sieben Typen von Beruflichen Schulen (Berufsfachschule (BFS), Berufsoberschule (BOS), Berufsschule (BS), Fachakademie (FA), Fachoberschule (FOS), Fachschule (FS) und Wirtschaftsschule (WS)), diese decken schulübergreifend die Klassenstufen 7 bis 13 ab (Mittel- und Oberstufe), was einem Alter der Schüler ab 13 Jahren entspricht. Die Ausbildung der Lehrkräfte (Berufliches Lehramt) erfolgt im Universitätsstudium und ist auf alle diese Schultypen ausgelegt.
Daneben übernehmen viele berufsbildende Schulen die Präsenzaufgaben des Telekollegs.
In Nordrhein-Westfalen heißen die berufsbildenden Schulen Berufskollegs, an denen gleichzeitig zur beruflichen Qualifizierung auch die fachgebundene oder allgemeine (Fach)-Hochschulreife (Abitur bzw. Fachabitur) mit beruflichen Fächern abgelegt werden kann. Dagegen sind Berufskollegs in anderen Bundesländern lediglich besondere Schularten einer berufsbildenden Schule. Nicht zu den berufsbildenden Schulen gehören Berufsakademien, Fachakademien, Hochschulen sowie Verwaltungs- und Wirtschaftsakademien. In einigen Bundesländern sind auch Fachschulen ausgegliedert.

### Privatschulen
Auch private Schulen, die berufliche Abschlüsse vermitteln, zählen zu den berufsbildenden Schulen. Bei den Privatschulen wird unterschieden in Ersatzschulen und Ergänzungsschulen:
Ersatzschulen bieten Bildungsgänge oder Abschlüsse an, die an staatlichen Schulen angeboten werden. Sie „ersetzen“ eine staatliche Schule. Schüler erfüllen mit dem Besuch einer Ersatzschule die gesetzliche Schulpflicht. Erworbene Abschlüsse sind denen einer staatlichen Schule gleichwertig. Ersatzschulen stehen unter der Rechtsaufsicht des Staates und müssen die jeweils geltenden staatlichen Lehrpläne einhalten. Jede Ersatzschule muss vom Staat genehmigt werden. Ersatzschulen erhalten pro Schüler einen Finanzausgleich vom Staat. Weiterhin wird unterschieden in „anerkannte“ und „genehmigte“ Ersatzschulen. Anerkannte Ersatzschulen können staatliche Abschlüsse selbst vergeben. Genehmigte Ersatzschulen dürfen diese Abschlüsse nicht selbst vergeben.
Ergänzungsschulen bieten Bildungsgänge oder Abschlüsse an, die an staatlichen Schulen weder angeboten noch vorgesehen sind. Sie „ergänzen“ das staatliche Schulsystem. Mit dem Besuch einer Ergänzungsschule kann unter bestimmten Voraussetzungen die gesetzliche Schulpflicht erfüllt und ein staatlicher Abschluss erworben werden. Die Schulen erhalten keinen Finanzausgleich vom Staat. Sie müssen sich nicht an Lehrpläne halten; meist gibt es für ihre Bildungsgänge auch keine. Die Errichtung einer Ergänzungsschule ist nicht genehmigungspflichtig, sie muss dem Staat aber angezeigt werden.

## Österreich
Im österreichischen Schulsystem gibt es ein sehr breit gefächertes und differenziertes berufsbildendes Schulwesen. Neben den Berufsschulen im Rahmen der sogenannten dualen Ausbildung (Lehrlingsausbildung), gibt es ein breites Spektrum an berufsbildenden Schulen. Als Erstes sind die sogenannten berufsbildenden mittleren Schulen (BMS) zu nennen. Diese Schulen dauern in der Regel 2 bis 3 Jahre und können ohne Erwerb der Reifeprüfung absolviert werden. Außerdem gibt es das System der sogenannten berufsbildenden höheren Schulen (BHS). Diese Schulen dauern im Regelfall 5 Jahre (Abendschulen im Regelfall 4 Jahre) und schließen genauso wie die AHS mit dem Erwerb der Reifeprüfung, in Österreich Matura genannt, ab. Die BHS-Schulen stellen derzeit mehr als die Hälfte der Maturanten in Österreich. Die Besonderheit der verschiedenen Schultypen, die im System der BHS zusammengefasst werden, ist, dass sie neben der Hochschulreife auch eine Berufs(vor)ausbildung darstellen. Alle berufsbildenden Schulen sind in Österreich ausschließlich in der Sekundarstufe II angesiedelt. Neben den staatlichen Schulen gibt es auch private Angebote im Bereich der BHS wie z. B. in Wien die Schulen der Kaufmannschaft -Vienna Business School.

### Die Unterschiede zwischen BMS- und BHS-Schulen
Die Schulen der BMS und der BHS werden in Österreich auch als sogenannte BHMS-Schulen zusammengefasst. Dies liegt daran, dass die meisten BHS-Schulstandorte auch BMS-Schulen beinhalten. Die Schüler beider Schulsysteme werden im Regelfall durch das Lehrpersonal der jeweiligen BHS-Schule unterrichtet und die Lehrpläne weisen auch bestimmte Gemeinsamkeiten auf. Jedoch zielt die Ausbildung der jeweiligen Schulformen auf unterschiedliche Berufsbilder ab. Ein Wechsel von einem bestimmten BHS-Schultyp zu einem fachlich in Frage kommenden BMS-Schultyp ist möglich (z. B. von einer Handelsakademie zu einer Handelsschule). Umgekehrt ist dies im Regelfall nicht möglich. Während BMS-Schulen ohne Zugangsvoraussetzungen nach dem Abschluss der Pflichtschule besucht werden können, kann eine BHS, genauso wie die Oberstufe der AHS, nur besucht werden, wenn entweder die AHS-Unterstufe erfolgreich absolviert worden ist oder die Absolvierung der Unterstufe in einer MS (NMS) im ersten Leistungszug erfolgt ist oder im zweiten Leistungszug einer MS (NMS) mit zumindest einem „Gut“ als Schulnote in den Hauptfächern im Zeugnis der letzten Klasse. Nach der Absolvierung einer BMS ist es jedoch möglich, auch die Matura im Rahmen einer BHS zu erwerben. So bieten z. B. Handelsakademien sogenannte Aufbaulehrgänge (Dauer in der Regel 3 Jahre) für Absolventen der Handelsschule an. Durch deren Absolvierung kann die Matura erworben werden. Andere BHS-Schultypen bieten ähnliche Ausbildungsmöglichkeiten für die Absolventen der jeweiligen fachlich in Frage kommenden BMS-Schultypen an. Insgesamt verlängert sich jedoch die Zeitspanne vom Zeitpunkt des Abschlusses der Pflichtschule bis zum Erwerb der Matura gegenüber den Absolventen einer BHS um ein Jahr, gegenüber AHS-Absolventen sogar um 2 Jahre.

### BHS-Schultypen in Österreich
Die wichtigsten Schultypen der BHS sind die Höheren Technischen Lehranstalten (HTL). Es gibt in Österreich eine Vielzahl von Schulen dieses Typs, die unterschiedliche Fachrichtungen wie z. B. Maschinenbau oder Elektrotechnik anbieten. Ein weiterer bedeutender BHS-Schultyp sind die Handelsakademien (HAK), deren Aufgabe die Vermittlung von Wissen, und zwar vor allem im kaufmännischen Bereich darstellt. Sie vermitteln neben dem Lehrstoff in kaufmännischen Fächern wie Rechnungswesen oder Betriebswirtschaft auch ein relativ breites allgemeinbildendes Wissen vergleichbar mit der Ausbildung einer AHS an. Handelsakademien bieten ebenfalls verschiedene Schwerpunktbereiche an, die die Absolventen auf unterschiedliche Bereiche des Berufslebens in der Wirtschaft vorbereiten sollen. Ein weiterer wichtiger Schultyp sind die im Vergleich zu den HTLs und Handelsakademien hinsichtlich ihrer Wissensvermittlung allgemeiner ausgerichteten Höheren Lehranstalten für wirtschaftliche Berufe (HLW). Außerdem gibt es BHS-Schultypen in Österreich, die derzeit in einem im Vergleich zu den bereits genannten BHS-Schulen relativ geringen Ausmaß vertreten sind, und zwar handelt es sich dabei um die als höhere Lehranstalten oder als Fachschulen organisierten Schulen in den Bereichen Land- und Forstwirtschaft, Tourismus, den Sozialberufen oder im Bereich der Kindergartenpädagogik. Die meisten BHS-Schultypen bieten auch sogenannte College-Lehrgänge für AHS-Absolventen an. Damit ist es Maturanten mit einem gymnasialen Abschluss, der keine Berufsberechtigungen impliziert, in einigen Semestern möglich, die für den Erwerb von Berufsberechtigungen notwendigen Ausbildungsbestandteile einer BHS-Matura zu erwerben. Es werden nur jene Teile der BHS-Ausbildung nachgeholt, die durch die AHS-Matura noch nicht abgedeckt wurden. BHS-Absolventen können bereits vorab unter bestimmten Voraussetzungen für bestimmte Fachhochschullehrgänge einzelne Leistungen für das Studium angerechnet bekommen. An den österreichischen Universitäten ist diese Praxis jedoch eher unüblich. Wesentlich ist auch, dass Aufnahmeprüfungen an den österreichischen Hochschulen für Studiengänge, die eine Aufnahmeprüfung vorsehen, sowohl von AHS-Absolventen als auch BHS-Absolventen bestanden werden müssen, um das jeweilige Studium beginnen zu können.

## Schweiz
In der Schweiz gibt es Berufsfachschulen und Berufsmaturitätsschulen.

## Abschlüsse
Berufsbildende Schulen vermitteln eine Vielzahl sowohl beruflicher Abschlüsse als auch allgemeinbildender Schulabschlüsse. Sie reichen von einer beruflich vorbereitenden Qualifikation über den Gesellen beziehungsweise Facharbeiter bis zum staatlich geprüften oder staatlich anerkannten Berufsfachschulabschluss sowie vom Hauptschulabschluss bis zum Abitur.
Die Mehrzahl der Ausbildungsgänge besteht im Bereich der Berufsschule, es werden aber auch Berufsabschlüsse vermittelt, die nur an Schulen erworben werden können, wie zum Beispiel an der Berufsfachschule.
Im Bereich der dualen Ausbildung werden Abschluss-, Gesellen- oder Facharbeiterprüfungen von einer Kommission der Kammern abgenommen. Bei Bestehen dieser Prüfung werden von den Schulen bei Vorliegen bestimmter schulischer Leistungen auch zusätzliche allgemeine Schulabschlüsse bis hin zum erweiterten Sekundarabschluss I vermittelt.

## International Standard Classification of Education
In der International Standard Classification of Education gehören berufsbildende Schulen zur Stufe 2 (Sekundarbereich I) oder Stufe 3 (Sekundarbereich II).